# Amir Kheirmand
Amir Kheirmand, född 29 juni 1979 i Iran, är en svensk företagare inom reklam och kommunikation som vann Sveriges Mästerkock 2014. Han gav ut boken Världens bästa mat 2014 och har även gett ut böckerna Smart vardag 2014 och Smart skräpmat 2015, tillsammans med Viktväktarna.
Amir Kheirmand kom till Västerås från Iran som 11-åring och startade sitt första företag när han var 17 år. Våren 2016 medverkade Kheirmand i programmet En tysk, en fransk och en husman som sändes i SVT.
År 2011 utsågs hans bolag till Årets Gasell i Västmanland. Han är även engagerad i Ung företagsamhet i Västmanland.
År 2014 vann han Sveriges mästerkock och gav därefter ut kokboken Världens bästa mat.
År 2015 lanserade han varumärket Schysst käk, ett middagskoncept med färdiga rätter och tillbehör.
Sedan 2014 driver han även Youtube-kanalen Rätt Rätt där han bland annat blindtestar livsmedelsprodukter, diverse färdigmat och lagar mat.
År 2020 deltog Kheirmand i Decenniets mästerkock som sändes på TV4. Av åtta deltagare slutade han på en åttonde plats och var tvungen att lämna tävlingen först.